# Terrie Hall
Terrie Linn McNutt Hall (19 de julho de 1960 – 16 de setembro de 2013) foi uma anti-tabagista estadunidense. Foi sobrevivente de dez diagnósticos de cancro, submetidos a 48 tratamentos de radiação, e quase um ano de quimioterapia, antes e depois de passar por uma laringectomia em 2001. Era bem conhecida por participar em anúncios do CDC sobre as consequências de fumar, bem como em viagens por toda a América para educar jovens e adultos sobre as consequências do uso do tabaco. Pelo seu 11º diagnóstico de cancro, morreu aos 53 anos de idade.